# Uncaria gambir
L'Uncaria gambir és una espècie del gènere Uncaria de plantes amb flor de la família de les rubiàcies. És endèmica d'Indonèsia.
La Gambir, o Gambier, és utilitzada a Indonèsia per a mastegar-la juntament amb areca o betel, i també en adoberia i per tenyir la roba. Conté moltes catequines, amb propietats mèdiques, emprades en la medicina tradicional xinesa i en la farmacopea moderna. El gambier s'obté del líquid resultant de bullir i premsar les fulles de la planta. A més del seu ús mèdic, també s'aprofita per a l'elaboració de tanins enològics.